# Northrop F-89 Scorpion
Le Northrop F-89 Scorpion est un intercepteur biréacteur « tous temps » conçu aux États-Unis à la fin des années 1940. Il a été construit à 1 050 exemplaires, utilisés dans les unités de première ligne durant toutes les années 1950 et dans les unités de réserve jusqu'à la fin des années 1960.
Le F-89 Scorpion était un avion peu fiable et difficile à piloter, avec pour conséquence un taux d'accident très élevé. Il fut le premier avion au monde équipé de missiles air-air à guidage radar et le premier à emporter un missile air-air à tête nucléaire, en l'occurrence le missile Douglas MB-1 Genie.

## Conception

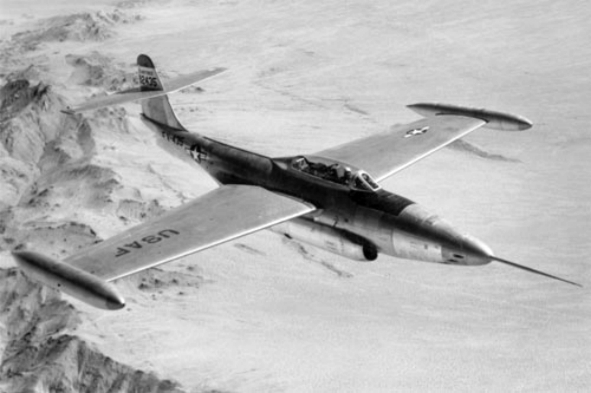
Un des huit F-89A de présérie.

En 1945, l'armée américaine émit un appel d'offres pour un avion de chasse « tous temps » destiné à remplacer le Northrop P-61 Black Widow. Le nouvel avion devait pouvoir voler à plus de 800 km/h et avoir un rayon d'action de plus de 900 km. Northrop proposa un projet désigné N24 dessiné par Jack Northrop : il s'agissait d'un biréacteur à ailes droites avec deux membres d'équipage dans une cellule pressurisée, un radar et une tourelle avec quatre canons de 20 mm dans le nez. Fin 1946, deux prototypes furent commandés.
Le premier XP-89 effectua son vol inaugural le 16 août 1948. Des essais furent demandés pour comparer l'avion avec ses deux concurrents : le Curtiss XF-87 et le Douglas XF3D-1 Skyknight. En octobre 1948, l'USAF annonça avoir retenu le XP-89. Début 1949, le nom de Scorpion fut retenu et 48 exemplaires commandés. Le second prototype vola le 15 novembre 1949. En raison des nombreuses modifications apportées, l'avion reçut la désignation d'YF-89. En particulier, la tourelle sous le nez avait été abandonnée et remplacée par six canons M24, un dérivé de l'Hispano-Suiza HS-404 de 20 mm, installés sur des emplacements fixes.
Le 22 février 1950, le premier prototype fut détruit lors d'un vol de démonstration, révélant un défaut de conception sur le stabilisateur horizontal. Le second prototype subit alors de sérieuses modifications (nez allongé et de forme modifiée, déviation des gaz en sortie de tuyères, etc.) avant de recevoir son avionique définitive (radar et système de tir), ainsi que des réacteurs plus puissants. Il fut alors désigné YF-89A et reprit ses vols d'essais fin juin 1950.
Huit F-89A de présérie furent livrés entre septembre 1950 et mars 1951. Ils furent aussitôt suivis par les F-89B, qui disposaient une avionique améliorée (pilote automatique, ILS, etc.) mais qui restaient peu opérationnels, tant en raison des défauts de jeunesse de l'avion que du manque d'équipages et de mécaniciens formés.
Ces avions eurent un taux de 383 accidents pour 100 000 heures de vol, dans les années 1950.

## Historique

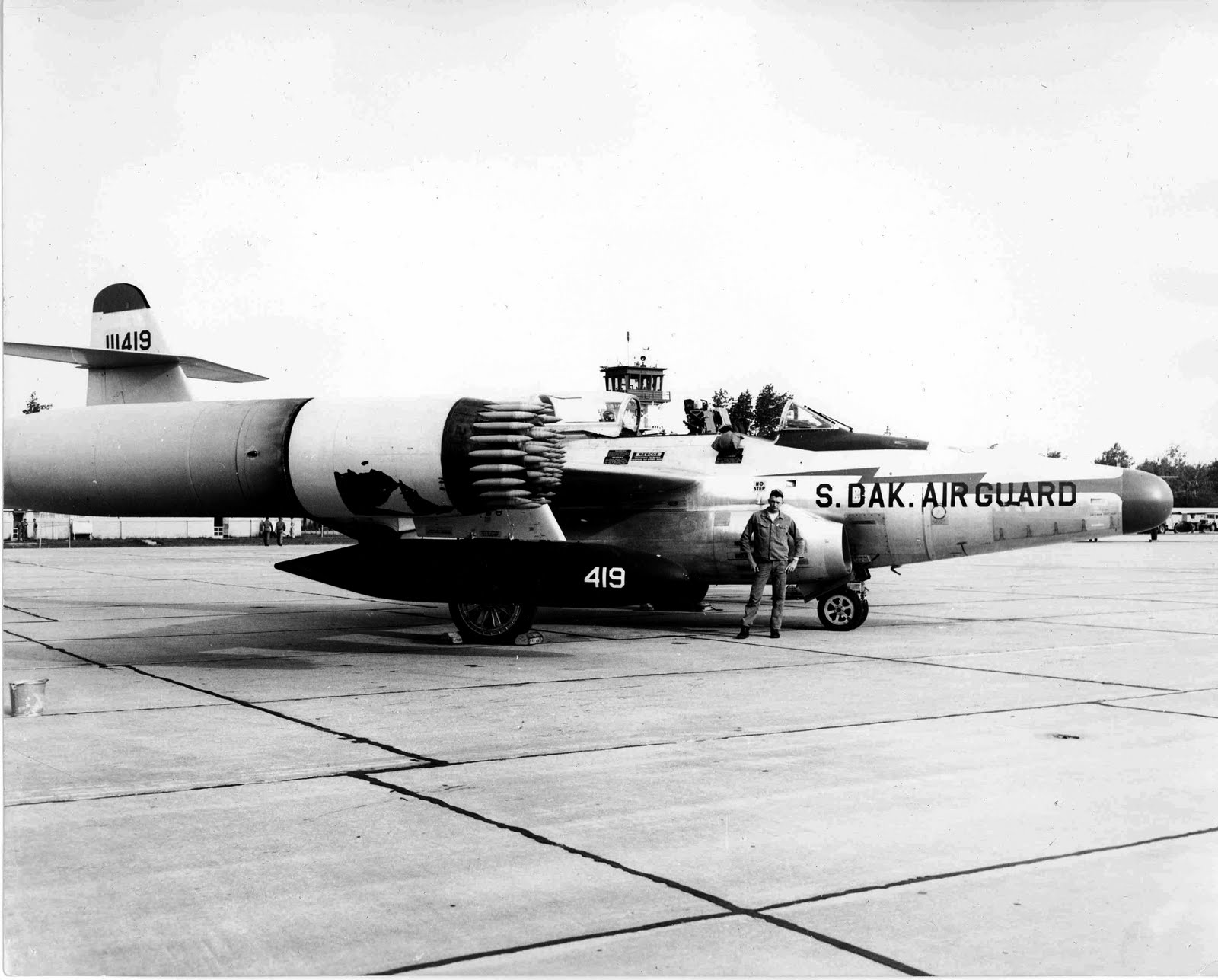
Un F-89D de la garde nationale aérienne de Dakota du Sud en 1958 avec ses nacelles de 62 roquettes Folding Fin Aerial Rockets de 70 mm en bout d'ailes.

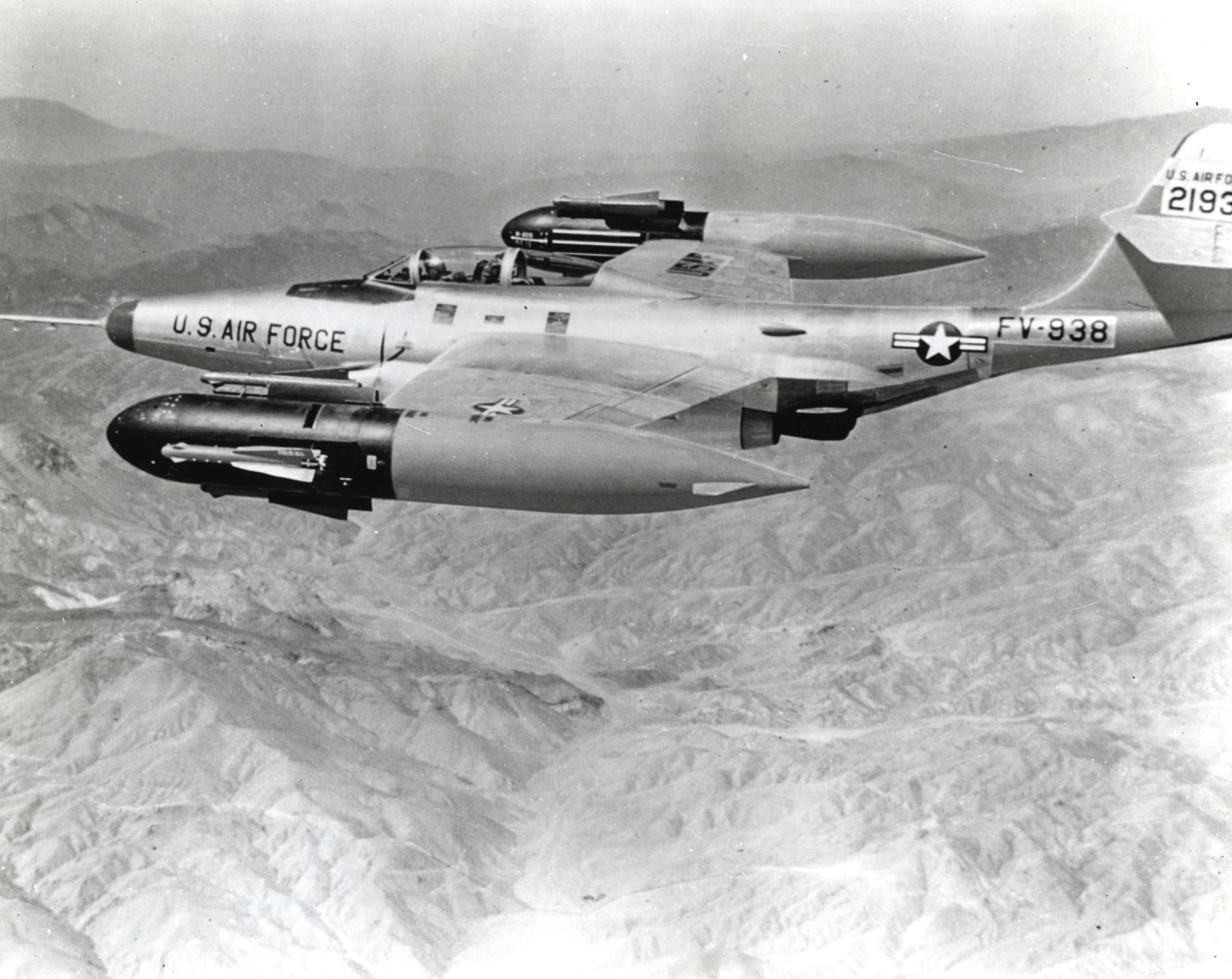
Un F-89H avec 6 Falcon. Les nacelles emportent chacune 3 missiles, 21 roquettes de 70 mm et servent également de réservoir de carburant.

Les 40 F-89B sont les premiers Scorpion a entrés en service. Le 84th Fighter-Interceptor Squadron basé à Hamilton AFB en Californie sera la première unité à les percevoir en juin 1951. Tous sont transférés à la garde nationale aérienne fin 1954.
164 F-89C seront perçus, ils entrent en service à partir de juin 1952 au 74th Fighter-Interceptor Squadron, dans la base de Presque Isle (Maine) en janvier 1952. Six Scorpion, principalement des C, sont accidentés en 1952, certains détruits en plein vol. Il est constaté de graves problèmes d'aéroélasticité en torsion qui conduisent à l’arrêt des vols de tous les F-89 et leur retour en usine pour une reconstruction de la voilure pour qu'elle soit plus robuste et l’ajout d'une ailette à chaque extrémité pour réduire le stress sur l'aile. Une fois les ailes réparées, le taux d'accident du Scorpion a chuté de façon spectaculaire et le type aurait alors acquis un bon dossier de sécurité en vol. Au moment où les F-89C ont été retirés du service de première ligne en 1954, tous avaient été remotorisés avec des moteurs J35-A-47, les niveaux de poussée étant similaires à ceux du -33A mais avec de nombreux raffinements techniques. Ils sont transférés à la garde nationale aérienne également fin 1954 ou ils servent jusqu’aux années 1960.
La version F-89D armée de roquettes est la principale qui sera déployée par l'USAF avec 682 exemplaires acceptés par ses services. Les premiers F-89D sont devenus opérationnels avec le 18e escadron de chasseurs-intercepteurs basé à Minneapolis-Saint-Paul, le 7 janvier 1954 qui sera immédiatement transférés à la base aérienne de Ladd (en) en Alaska. 350 sont modifiés en F-89J porteurs de missiles air-air nucléaire en plus des Falcon ou de roquettes après livraison qui sont reliés au Semi-Automatic Ground Environment.
Entre 1951 et 1959, un total de 39 escadrons sont équipés de Scorpion (en) dont 30 stationnés au nord des États-Unis et au Canada avant son début du retrait des premières lignes à partir de fin 1958 au service du Air Defense Command, Alaskan Air Command (en) et du Northeast Air Command (en). La dernière unité d'active à employer les Scorpion est la 57th Fighter-Interceptor Squadron à l'aéroport international de Keflavík jusqu'en juillet 1962. La garde nationale aérienne sera en suite seule à l'utiliser de juillet 1962 à juillet 1969,
Leurs remplaçants sont les chasseurs supersoniques McDonnell F-101 Voodoo et Convair F-102 Delta Dagger.

## Engagements

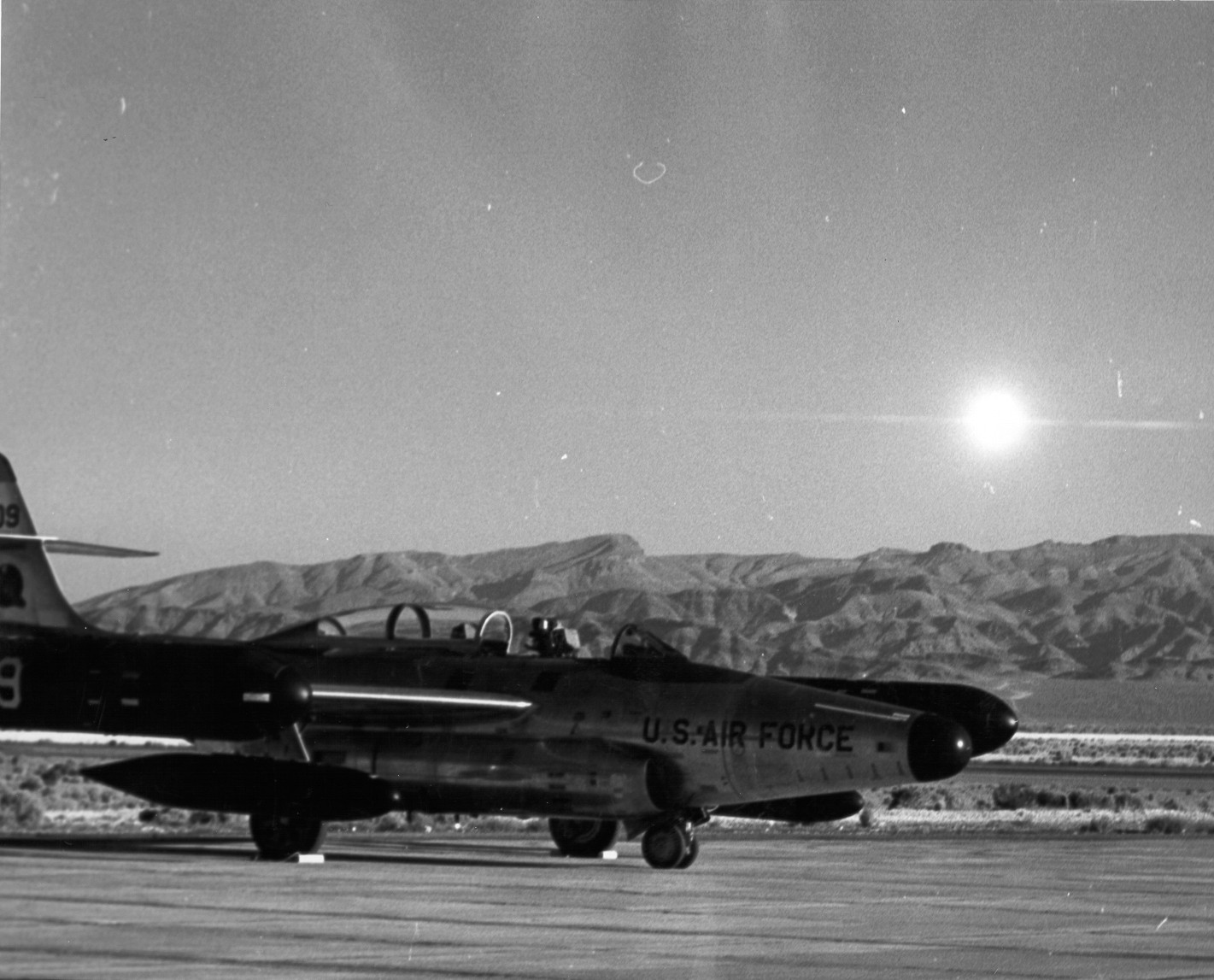
Un F-89J au sol sur la base d'Indian Springs au Nevada alors qu'explose à environ 50 km l'ogive W25 d'une puissance de 1.5 kt d'un AIR-2 Genie tiré par son congénère le 19 juillet 1957.

Le F-89 n'a connu aucun engagement « réel » au combat, mais une tentative d'interception d'une cible télécommandée F6F-5K hors de contrôle, le 16 août 1956 par deux F-89D a été un échec, les 208 roquettes tirées ayant toutes raté leur cible. L'incident sera appelé la « bataille de Palmdale (en) ».
Le F-89J Scorpion reste à ce jour le seul appareil à avoir tiré un missile air-air à charge nucléaire ayant explosé (un AIR-2 Genie), le 19 juillet 1957, au-dessus du désert du Nevada (Opération Plumbbob).

## Variantes
- XF-89 : premier prototype
- YF-89 puis YF-89A : second prototype
- F-89A : avions de présérie (8 exemplaires)
- F-89B : première version de série, armée de 6 canons de 20 mm (40 exemplaires)
- F-89C : seconde version de série (164 exemplaires)
- F-89D : principale version produite, armée de roquettes (682 exemplaires)
- F-89H : version armée de missiles air-air Falcon (154 exemplaires)
- F-89J : version armée de missiles air-air Genie (350 F-89D modifiés)

Note : les désignations F-89E, F-89F et F-89G ont été utilisées pour des variantes qui n'ont pas dépassé le stade de projet.

### Aéronefs comparables
- Avro Canada CF-100, avion semblable construit au Canada.
- Lockheed F-94 Starfire, avion similaire utilisé par l'USAF.
- North American F-86D Sabre
- Sud Aviation Vautour
- Yakovlev Yak-25